# Francis Perrin
Francis Perrin (17 de agosto de 1901 - 4 de julio de 1992) fue un físico francés, uno de los personajes clave del desarrollo del programa nuclear militar de Francia.
Era hijo del físico ganador de un premio Nobel Jean Perrin.

## Semblanza
Francis Henri Jean Siegfried Perrin nació en París y asistió a Escuela Normal Superior de su ciudad natal. En 1928 obtuvo un doctorado en ciencias matemáticas por la Facultad de Ciencias de París, basado en una tesis sobre el movimiento browniano y se convirtió en miembro de la facultad del Colegio de Francia. En 1933, estimó que "la masa (del neutrino) debe ser pequeña en comparación con la masa del electrón". Posteriormente trabajó en el Colegio de Francia en la fisión de uranio. Con Frédéric Joliot-Curie y su grupo, estableció en 1939 la posibilidad de reacciones en cadena nucleares y de la producción de energía nuclear.
Fue profesor en el Colegio de Francia en la cátedra de física atómica y molecular desde 1946 hasta 1972. Alto Comisionado Francés sobre la Energía Atómica desde 1951 hasta 1970, en 1972 descubrió el reactor nuclear natural de Oklo.

## Alto Comisionado Nuclear
Nombrado Alto Comisionado del Comisariado de la Energía Atómica (Comisión de Energía Atómica, CEA) en 1951, para reemplazar a Frédéric Joliot-Curie despedido porque se oponía a la investigación militar, Francis Perrin se unió a un grupo de doce personas compuesto por políticos como Jacques Chaban-Delmas, Bourguès-Maunoury y Félix Gaillard, de militares como los generales Ailleret, Gallois y Crepin, de tecnócratas como Pierre Guillaumat y Raoul Dautry o de científicos como Yves Rocard y Bertrand Goldschmidt, que se mostraron extremadamente eficaces. Este lobby fue impuesto a los sucesivos gobiernos de la Cuarta República. Los departamentos secretos se integraron en esta política del CEA a partir de 1954. El general Charles de Gaulle fue informado del trabajo durante su "travesía del desierto" (1953/58), en particular por Jacques Chaban-Delmas. Cuando De Gaulle regresó al poder en 1958, el progreso del trabajo fue tal que la fecha de la primera prueba nuclear ya estaba fijada en 1960.
En 1986 se publicó que, en el año 1949, científicos israelíes fueron invitados al Centro de Investigación Nuclear de Saclay. Esta cooperación llevó a un esfuerzo conjunto de intercambio de conocimientos entre los científicos franceses e israelíes, especialmente sobre el conocimiento del Proyecto Manhattan.

## Vida personal
Francis Perrin se casó con Colette Auger, la hermana del físico Pierre Auger. Francis Perrin fue presidente de la Unión de Ateos después de su renuncia a la comisión francesa de energía atómica.

## Trabajos
- "Etude mathématique du mouvement brownien de rotation" (Estudio matemático del movimiento browniano rotacional) (tesis doctoral) (1928)
- "La Fluorescence des solutions, induction moléculaire, polarisation et durée d'émission, photochimie" (Fluorescencia de soluciones, inducción molecular, polarización y duración de la emisión, fotoquímica) (1929)
- "Fluorescence" (Fluorescencia) (1931)
- "La dynamique relativiste et l'inertie de l'énergie" (La dinámica relativista y la inercia de la energía) (1932)
- "Théorie quantique des transferts d'activation entre molécules de même espèce. Cas des solutions fluorescentes" (Teoría cuántica de la transferencia de activación entre moléculas de la misma especie. Caso de soluciones fluorescentes) (1932)
- "Calcul relatif aux conditions eventuelles de transmutation en chaine de l’uranium" (Cálculo relacionado con las condiciones eventuales de la transmutación de la cadena de uranio) (1939)
- "Traité du calcul des probabilités et de ses applications (Manejo del cálculo de probabilidades y sus aplicaciones), con Émile Borel (1939)
- "Valeurs internationales des sections efficaces des isotopes fissiles pour les neutrons thermiques" (Valores internacionales de secciones transversales de isótopos fisionables para neutrones térmicos) (1955)
- "L'Euratom" (El Euratom) (1956)
- "Funérailles nationales de Frédéric Joliot" (Funeral nacional Frédéric Joliot) (1958)
- "Leçon terminale, Chaire de physique atomique et moléculaire" (Lección terminal, cátedra de física atómica y molecular) (1972)
- "Écrits de Francis Perrin" (Escritos de Francis Perrin) (1998)